# Chahār Tang-e Pā'īn
Chahār Tang-e Pā'īn (persiska: Chahār Tang Soflá, Chahār Tang-e Pā’īn, چهار تنگ پائین) är en ort i Iran.   Den ligger i provinsen Khuzestan, i den centrala delen av landet, 500 km söder om huvudstaden Teheran. Chahār Tang-e Pā'īn ligger 873 meter över havet och antalet invånare är 345.
Terrängen runt Chahār Tang-e Pā'īn är huvudsakligen kuperad, men österut är den bergig. Runt Chahār Tang-e Pā'īn är det ganska tätbefolkat, med 60 invånare per kvadratkilometer. Närmaste större samhälle är Qal‘eh Tall, 14,8 km söder om Chahār Tang-e Pā'īn. Omgivningarna runt Chahār Tang-e Pā'īn är i huvudsak ett öppet busklandskap.